# Apocephalus velutinus
Apocephalus velutinus är en tvåvingeart som beskrevs av Borgmeier 1958. Apocephalus velutinus ingår i släktet Apocephalus och familjen puckelflugor. Inga underarter finns listade i Catalogue of Life.